# Strage di Treschè Conca
La strage di Treschè Conca fu una strage compiuta da reparti tedeschi alla fine della seconda guerra mondiale il 27 aprile 1945 in località Fondi di Treschè Conca, frazione del comune di Roana, in provincia di Vicenza, in seguito a più attacchi partigiani. Gli scontri a fuoco (tre)  provocarono almeno 25 vittime, di cui 9 partigiani, 2 civili uccisi durante il rastrellamento, e 9 civili fucilati dai tedeschi per rappresaglia oltre ad almeno 5 tedeschi deceduti.
Se si escludono i rastrellamenti e le feroci rappresaglie ai danni dei partigiani dell'Altopiano dei Sette Comuni, come ad esempio l'Eccidio di Granezza, si tratta della peggior strage compiuta dalle truppe tedesche nei confronti dei civili nell'Altopiano.

## I fatti
Fin dal mattino un piccolo gruppo di partigiani, saliti da Cogollo Del Cengio a Treschè Conca, si erano appostati in località Cavrari, nonostante la giornata fredda e piovosa. Verso le ore 10 al passaggio di una colonna di automezzi tedeschi i partigiani sparano qualche colpo. La colonna non si ferma.
Successivamente, un camion con una ventina di soldati tedeschi viene attaccato dai partigiani. Un soldato tedesco resta ucciso subito, altri 4 sono feriti gravemente. Al termine della sparatoria il resto dei tedeschi viene catturato ed inoltrato ad Asiago. I quattro prigionieri feriti sono trasportati a località Sculazzon tramite una teleferica. Qui ad un'ora imprecisata vengono uccisi dai partigiani.
La successiva colonna di circa 20 automezzi che sale dalla strada del Costo viene attaccata nel rettilineo dopo Campiello dai partigiani appostati sulla strade delle Laste, presso località Lughetti, causando il momentaneo sbandamento della colonna stessa.
Gli autocarri tedeschi erano però seguiti anche da mezzi pesanti, schierati per supportare i veterani paracadutisti. Durante la battaglia che ne seguì, i tedeschi ebbero la meglio sul gruppo dei partigiani, cinque dei quali restarono uccisi in combattimento e quattro fucilati sul posto.
In seguito, per rappresaglia, i tedeschi rastrellarono una decina di case di Treschè Conca, uccidendo sul posto Giovanni Panozzo Pellarin e la figlia diciannovenne Irma, mentre tentavano di fuggire dalla loro casa. 
Questo il racconto dei fatti fornito da Rosi Panozzo Pellarin, la figlia di Giovanni Panozzo Pellarin testimone e sopravvissuta alla rappresaglia tedesca:
Dalle case vennero prelevati dieci ostaggi, che furono in seguito fucilati in località Cavrari di Treschè Conca.
Uno dei fucilati, Valente Vincenzo, sopravvisse.
Le persone che furono fucilate erano in parte abitanti del luogo, in parte (4) persone giunte sull'Altopiano di Asiago profughe dalle terre dell'Istria e della Dalmazia, ed alcune dipendenti dell'organizzazione TODT.
Un soldato tedesco, creduto morto dai compagni era stato sommariamente seppellito. Alcune donne del posto, visto che si muoveva lo dissotterrarono e lo fecero trasportare all'ospedale di Mezzaselva, dove però decedette tre giorni dopo. 

## Le vittime

### Vittime civili
Fucilate:
- Vittorio Biekar, 59 anni, originario di Trieste[3]
- Rocco Cossovich Pellegrini, 48 anni, originario di Lussingrande (Pola)[3]
- Rocco Dadich, 35 anni, originario di Zara[3]
- Mario Frigo, 27 anni[3]
- Mario Mattioli, 56 anni, originario di Sacile[3]  (impiegato della organizzazione TODT)
- Pasquale Misiano, 23 anni, originario di Reggio Calabria (impiegato della organizzazione TODT)
- Giovanni Giobatta Panozzo Lughetto, 71 anni, di Treschè Conca[3]
- Giovanni Panozzo Lughetto, 50 anni, di Treschè Conca[3]
- Giovanni Usmiani, 44 anni, originario di Zara[3]

Il decimo ostaggio, Vincenzo Valente, 19 anni,  sopravvisse alla fucilazione ed anche al colpo di grazia, rimanendo ferito ad un occhio e ad un braccio.

Uccise in casa:
- Giovanni Panozzo Pellarin, di Treschè Conca[3] (colpito in casa)
- Irma Panozzo Pellarin, 19 anni, di Treschè Conca[3] (colpita in casa mentre tentava di fuggire - figlia di Giovanni)

### Vittime partigiane
- Luigi Busato "Remo", 18 anni da Chiuppano, fucilato.
- Rito Carlassare, da Cogollo Del Cengio
- Giuseppe Cicchellero "Paù", 19 anni, da Carrè
- Virginio Dal Prà, 20 anni, da Chiuppano, medaglia d'argento al V.M., fucilato.
- Romolo Mazzacavallo, da Cogollo Del Cengio
- Giuseppe Panozzo "Corda", da Treschè Conca
- Francesco Rudella "Kiki", 19 anni da Chiuppano, fucilato.
- Valentino Terzo, 19 anni, da Chiuppano, fucilato.

Il drappello partigiano, che era comandato da Francesco Rezzara "Elio", da Chiuppano,  riportò 1 ferito, e 5 partigiani illesi.

## La memoria
Nel 1979, fu eretto sul luogo dell'esecuzione un cippo in memoria delle vittime.
Il cippo non reca i nomi delle vittime.